# Kleinblütiges Fingerkraut
Das Kleinblütige Fingerkraut (Potentilla micrantha), auch Rheinisches Fingerkraut genannt, ist eine Pflanzenart aus der Gattung der Fingerkräuter (Potentilla) innerhalb der Familie der Rosengewächse (Rosaceae). Sie ist von Nordafrika über West-, Süd- und Mitteleuropa sowie Kleinasien bis zum Kaukasusraum verbreitet.

## Beschreibung

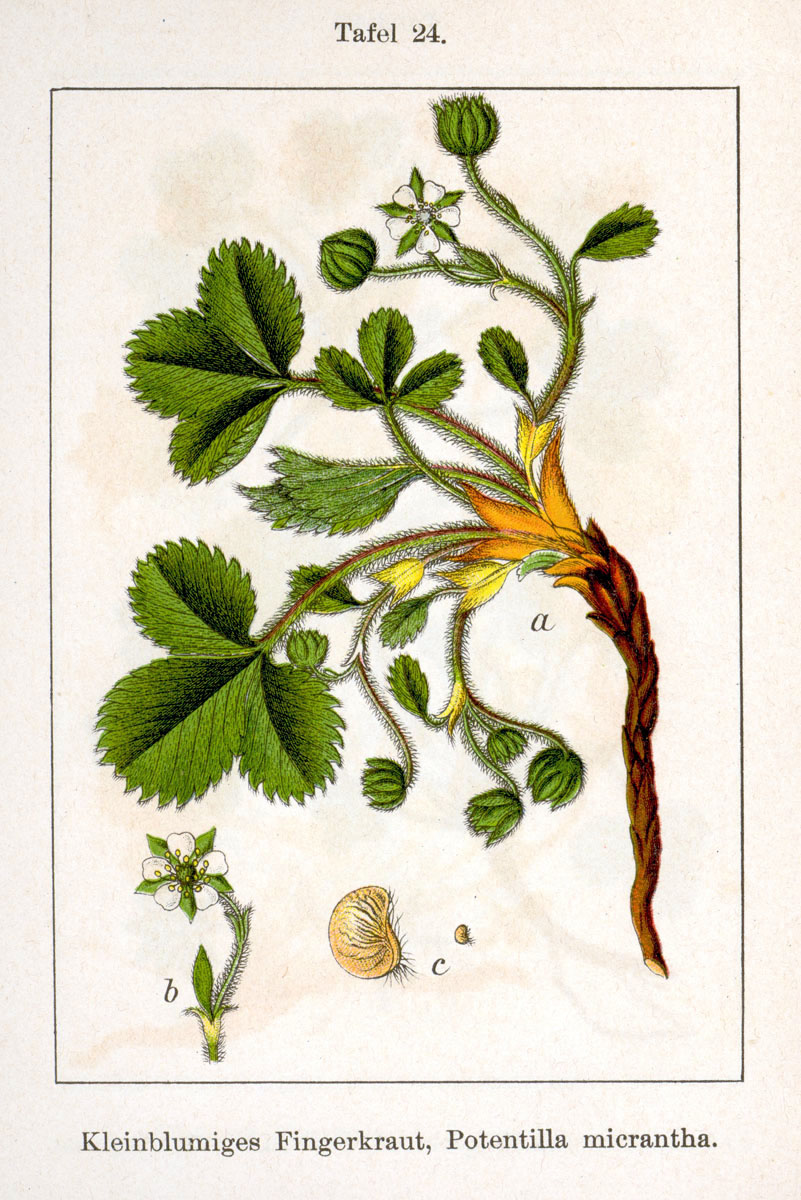
Illustration aus Sturm

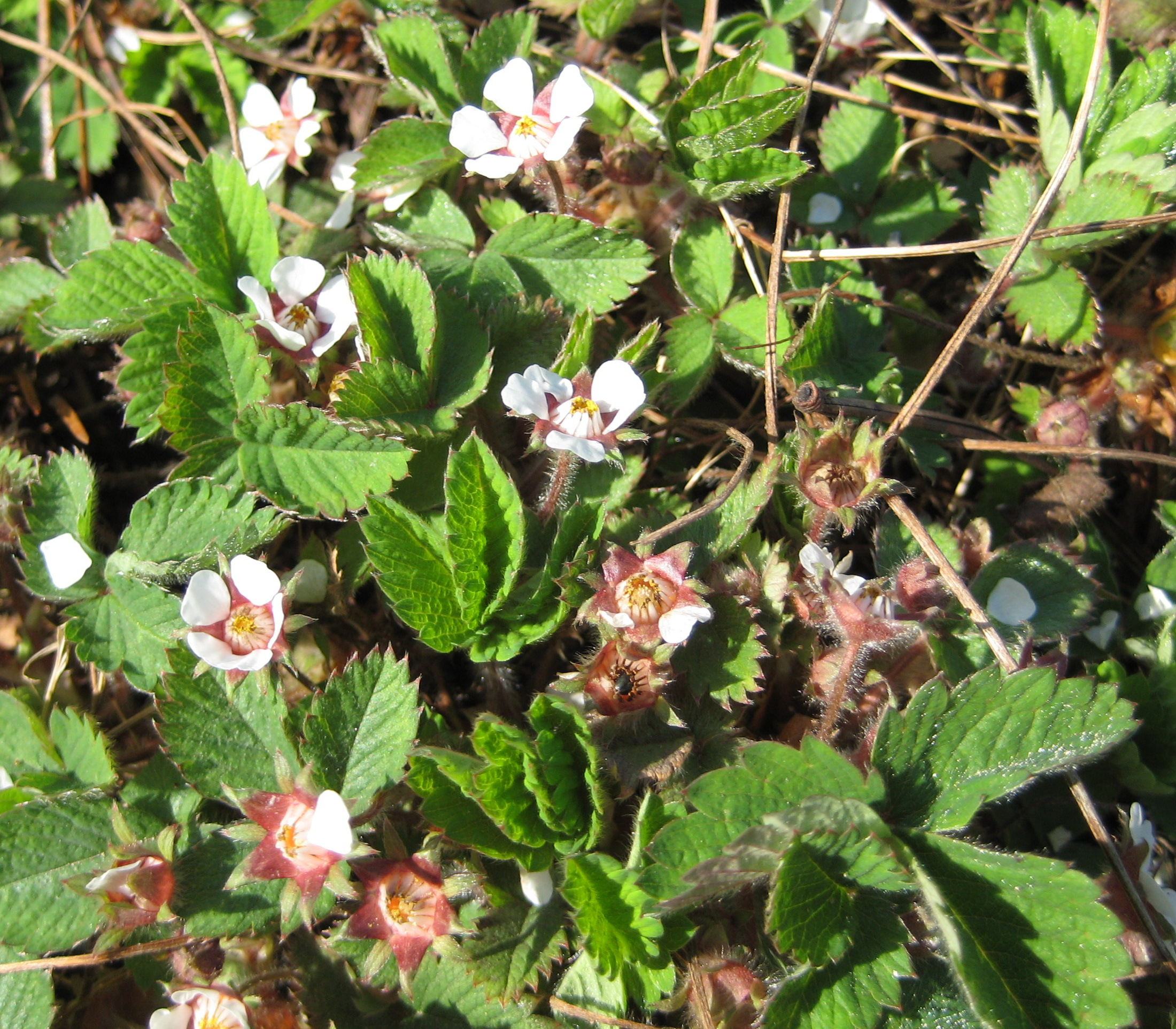
Geteilte Laubblätter und fünfzählige Blüten

### Erscheinungsbild und Blatt
Das Kleinblütige Fingerkraut ist eine überwinternde grüne, ausdauernde krautige Pflanze, die Wuchshöhen von 5 bis 10 Zentimetern erreicht. Sie bildet keine Ausläufer. Die vegetativen Pflanzenteile sind dicht fein behaart.
Die in grundständigen Rosetten zusammenstehenden Laubblätter überragen den Blütenstängel. Die Blattoberseite ist dunkelgrün sowie locker anliegend behaart und die Blattunterseite ist heller grün, aber nicht bläulich grün, sowie ziemlich dicht anliegend behaart. Die handförmig geteilte Blattspreite besitzt drei 1 bis 5 Zentimeter lange, verkehrt-eiförmige Blattabschnitte, die jederseits sechs bis elf spitze Zähne besitzen. Die Nebenblätter sind 3 bis 5 Millimeter lang und 6 bis 9 Millimeter breit, dreieckig-eiförmig mit zugespitztem oberem Ende.

### Blütenstand, Blüte und Frucht
Die Blüten stehen einzeln oder zu zweit, höchstens zu dritt auf einem Stängel.
Die zwittrigen Blüten sind radiärsymmetrisch und fünfzählig. Die fünf behaarten Kelchblätter alternieren mit den fünf behaarten Nebenkelchblättern. Sie sind jeweils gleichgestaltig und breit dreieckig oder eiförmig-lanzettlich mit 3 bis 7,5 Millimetern Länge und 2 bis 5 Millimetern Breite. Die fünf Kelchblätter sind innen purpurrot. Die Kronblätter sind höchstens so lang wie die Kelchblätter. Die fünf freien, weißen und an ihrer Basis mehr oder weniger rosafarbenen Kronblätter sind 3 bis 5 (bis 8) Millimeter lang und 3 bis 3,3 Millimeter breit und mehr oder weniger verkehrt-eiförmig. Es sind viele Staubblätter vorhanden. Die Staubfäden sind bandartig verbreitert, fast so breit wie die Staubbeutel und mindestens an der unteren Hälfte bewimpert. Die Staubbeutel sind 0,3 bis 0,5 Millimeter lang und eiförmig. Der Nektardiskus ist gelb bis orangefarben. Es sind viele freie Fruchtblätter vorhanden. Der fadenförmige Griffel ist 1,8 bis 2 Millimeter lang.
Der Blütenboden schwillt bei der Fruchtreife nicht an. Die 1,5 bis 1,8 Millimeter langen, 1,2 bis 1,8 Millimeter breiten, 0,8 bis 0,9 Millimeter hohen und etwa 0,6 g schweren, eiförmigen Nüsschen sind winzig runzelig. Es ist ein Elaiosom vorhanden.
Die Blütezeit erstreckt sich in der Schweiz und in Deutschland von März bis Mai.

### Chromosomensatz
Es liegt Diploidie vor, die Chromosomenzahl beträgt 2n = 14.

## Ökologie
Beim Kleinblütigen Fingerkraut handelt es sich um einen Hemikryptophyten.
Blütenökologisch handelt es sich um Scheibenblüten mit mehr oder weniger verstecktem Nektar. Die Bestäubung erfolgt durch Insekten (Entomophilie).
Die Diasporen sind die Nüsschen.

## Vorkommen und Gefährdung
Das Kleinblütige Fingerkraut ist von Nordafrika über West-, Süd- und Mitteleuropa sowie Kleinasien bis zum Kaukasusraum verbreitet. Das Kleinblütige Fingerkraut kommt in Mitteleuropa in Deutschland, Österreich und in der Schweiz vor. Vereinzelt findet man es am Hochrhein, in den Vogesen, in der Westschweiz, im Schweizer Jura, im Berner Oberland, im Wallis und am Alpenfuß, sowie in Ober- und Niederösterreich und in der Steiermark. In Kärnten kommt es nur selten vor.
In Deutschland kommt das Kleinblütige Fingerkraut sehr lokal und zerstreut am Mittelrhein, dem südlichen Hunsrück und der zentralen Pfalz sowie selten in der Eifel vor. Es wurde seit 1789 im Botanischen Garten Karlsruhe kultiviert. Im Karwendel gibt es isolierte Vorkommen.  Dagegen ist das Kleinblütige Fingerkraut eine für die Flora des schweizerischen  Kantons Schaffhausen charakteristische, geradezu emblematische Art (hier: 182 Fundorte!). Die Verbreitungsgebiete dort haben sich seit über hundert Jahren nur wenig verlagert. Große Vorkommen existieren rund um das Herblingertal.
Einzelfunde des Kleinblütigen Fingerkrauts im nordwestlichen Hessen sind dokumentiert. In Bayern gibt es Fundortangaben für das Mangfallgebirge im Landkreis Miesbach an den Abhängen zum Schlier-, Tegern- und Spitzingsee. Für Deutschland bewertet man das Kleinblütige Fingerkraut als nicht gefährdet, in Baden-Württemberg sowie in Rheinland-Pfalz ist es nicht gefährdet, in Hamburg kommt es nur unbeständig vor, in Hessen ist es potentiell gefährdet und es wird in der Roten Liste Bayerns aus dem Jahr 2003 als stark gefährdet eingestuft.
Das Kleinblütige Fingerkraut braucht kalkhaltige, humusreiche Lehmböden in Gegenden mit sommerwarmem Klima, es bevorzugt aber Halbschatten. Es besiedelt lichte Laubwälder und begleitet wärmeliebende Gebüsche. Es gedeiht in Gesellschaften der Ordnung Quercetalia pubescentis, kommt aber auch in Gesellschaften der Verbände Erico-Pinion, Berberidion oder Carpinion vor.
Die ökologischen Zeigerwerte nach Landolt & al. 2010 sind in der Schweiz: Feuchtezahl F = 2 (mäßig trocken), Lichtzahl L = 3 (halbschattig), Reaktionszahl R = 3 (schwach sauer bis neutral), Temperaturzahl T = 4+ (warm-kollin), Nährstoffzahl N = 3 (mäßig nährstoffarm bis mäßig nährstoffreich), Kontinentalitätszahl K = 4 (subkontinental).

## Systematik
Die Erstbeschreibung von Potentilla micrantha erfolgte 1805 durch Augustin-Pyrame de Candolle auf der Grundlage von durch Louis Ramond gesammeltem und provisorisch benanntem Material. Das Artepitheton micrantha bedeutet „kleinstblütig“. Synonyme für Potentilla micrantha Ramond ex DC. sind: Potentilla breviscapa Vest, Potentilla fragaria Ten. nom. illeg., Potentilla parviflora Clairv., Potentilla tineoi Lojac., Potentilla fragariastrum subsp. micrantha (DC.) Bonnier & Layens und Potentilla micrantha subsp. breviscapa (Vest) Gams.
Potentilla micrantha gehört innerhalb der Gattung Potentilla zur Untergattung Fragariastrum (Heist. ex Fabr.) Rchb.